# NGC 427
NGC 427 é uma galáxia espiral barrada (SBa) localizada na direcção da constelação de Sculptor. Possui uma declinação de -32° 03' 40" e uma ascensão recta de 1 horas, 12 minutos e 19,2 segundos.
A galáxia NGC 427 foi descoberta em 25 de Setembro de 1834 por John Herschel.